# 霍賴森科勒尼 (蒙大拿州)
霍賴森科勒尼（英語：Horizon Colony）是位於美國蒙大拿州冰川縣的普查規定居民點。

## 人口
根據2020年美國人口普查的數據，霍賴森科勒尼的面積為0.97平方千米，皆為陸地。當地共有人口13人，而人口密度為每平方千米13.4人。